# ویرجینیا گیلدر
ویرجینیا گیلدر (انگلیسی: Virginia Gilder؛ زادهٔ ۴ ژوئن ۱۹۵۸) کارآفرینی، سرمایه‌گذار اهل ایالات متحده آمریکا است.
وی در مسابقات کشوری و بین‌المللی در مجموع برندهٔ ۱ مدال نقره شده‌است.